# Kiro Gligorov

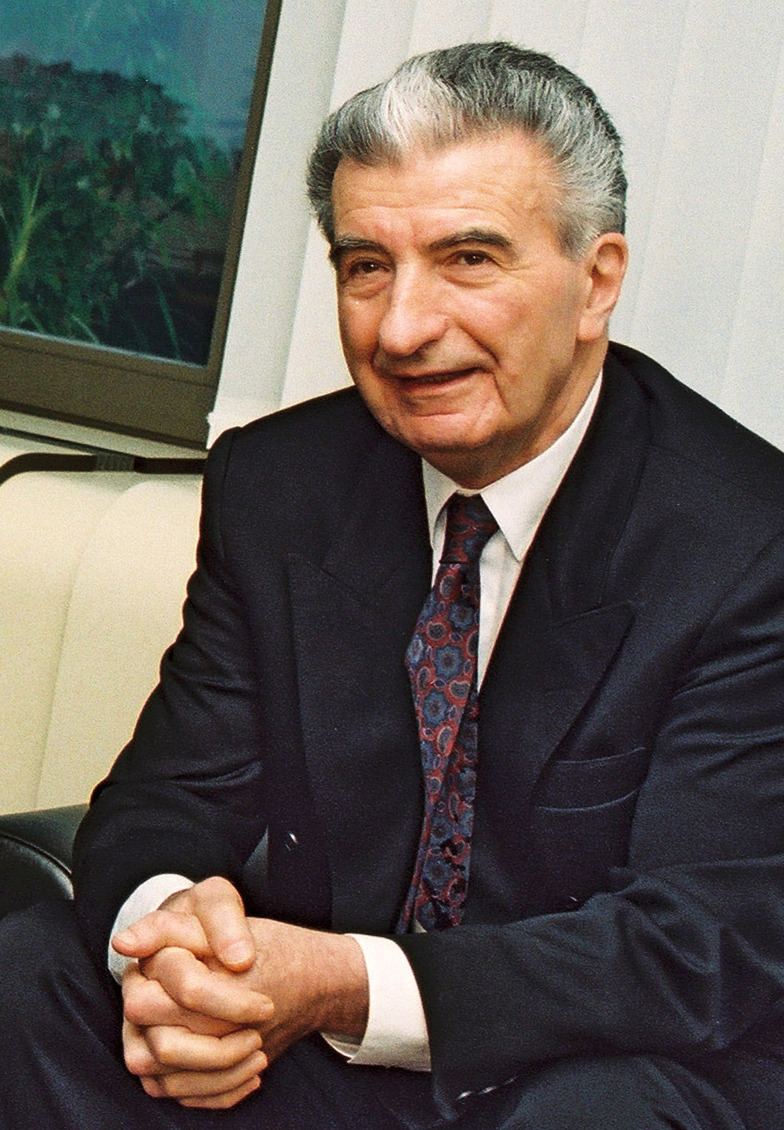
Kiro Gligorov (1993)

Kiro Blagoev Gligorov (mazedonisch Киро Глигоров; * 3. Mai 1917 in Štip, heute Nordmazedonien; † 1. Januar 2012 in Skopje) war ein jugoslawischer und mazedonischer Politiker, Mitglied der jugoslawischen KP und 1991 bis 1999 erster Präsident der unabhängigen Republik Mazedonien.

## Leben
Gligorov stammte aus einer städtischen kleinbürgerlichen Familie. Nach dem Abitur ging er 1935 nach Belgrad und schloss 1939 erfolgreich ein Jurastudium an der Belgrader rechtswissenschaftlichen Fakultät ab. Während seiner Studienzeit kam er erstmals mit den politischen Ideen des Kommunismus in Berührung. Bis zum deutsch-italienischen Überfall auf Jugoslawien (1941) war Gligorov als Bankangestellter tätig.
Nach der militärischen Niederlage und der Aufteilung Jugoslawiens fiel Gligorovs mazedonische Heimatregion unter bulgarische Herrschaft. 1941 in seiner Heimat angekommen, bestätigte er seine bulgarische Herkunft. 1942 wurde Gligorov in Skopje wegen seiner „proserbischen kommunistischen Haltung“ festgenommen, jedoch setzte sich der Bürgermeister der Stadt Spiro Kitantschew für ihn ein, worauf Gligorov freigelassen wurde. 1943, während des Krieges schloss sich Gligorov aber der kommunistischen Partisanenbewegung an und wurde auch Mitglied der jugoslawischen KP. 1944 nahm Gligorov an der Formierung des Antifaschistischen Rats der Volksbefreiung Mazedoniens (Антифашистичко Собрание на Народното Ослободување на Македонија, ASNOM) teil. Er war zuerst Sekretär des Initiativkomitees, das die Gründung dieser Organisation vorbereitete. Nach der Konstituierung im August 1944 wirkte er als Finanzsekretär im Präsidium der ASNOM. Damit hatte Gligorov einen wesentlichen Anteil daran, dass sich die Mazedonier innerhalb der kommunistischen Partisanenbewegung Jugoslawiens als eigenständige Nation etablieren konnten. Und ebenso sorgte er mit dafür, dass die KPJ ihren Machtanspruch auch in Mazedonien durchsetzen konnten. Bis zum Tod Titos war er stets ein treuer Gefolgsmann des langjährigen jugoslawischen Staatspräsidenten.
Nach Kriegsende bekleidete Gligorov verschiedene hohe Ämter im jugoslawischen Staatsapparat. Er war unter anderem Wirtschafts-, dann Finanzminister der Bundesregierung und später Präsident des Bundesparlaments. In den 60er Jahren gehörte Gligorov zu einer Gruppe von Wirtschaftsreformern, die eine mehr marktwirtschaftlich orientierte Ordnung in Jugoslawien durchsetzen wollten. Ihre Bestrebungen scheiterten am Widerstand verschiedener Republiksführungen. In den späten 80er Jahren unterstützte Gligorov die Reformversuche Ante Markovićs, der 1986–1988 Vorsitzender des Bundespräsidiums und danach letzter Ministerpräsident Jugoslawiens war. Wie Marković befürwortete Gligorov die Einführung der Marktwirtschaft und des Mehrparteiensystems.
Als sich zur Jahreswende 1990/91 der Zerfall des jugoslawischen Staates abzeichnete, kandidierte Gligorov für das Amt des Republikspräsidenten in Mazedonien. Er wurde bei den ersten pluralistischen Wahlen in Mazedonien mit großer Mehrheit gewählt und am 27. Januar 1991 als Präsident vereidigt. Obwohl Gligorov eigentlich den Erhalt des jugoslawischen Bundesstaates befürwortete, entschloss er sich gemeinsam mit der Regierung, wegen des Kriegsausbruchs in Slowenien und Kroatien Mazedonien in die Unabhängigkeit zu führen.
Die Unabhängigkeitserklärung erfolgte am 8. September 1991. Am 17. November 1991 setzte er die erste demokratische Verfassung Mazedoniens in Kraft. Durch geschickte Verhandlungen gelang es Gligorov, den jungen Staat aus den Jugoslawienkriegen herauszuhalten. Er erreichte, dass die Einheiten der serbisch dominierten Bundesarmee im Frühjahr 1992 aus Mazedonien abzogen. Von den Nachbarländern erkannten nur Albanien und Bulgarien die Unabhängigkeit des neuen Staates zügig an. Die ersten Jahre der Präsidentschaft Gligorovs waren daher durch den Kampf um die internationale Anerkennung Mazedoniens geprägt, die von Griechenland wegen des Streits um den Staatsnamen blockiert wurde. Rest-Jugoslawien unter Slobodan Milošević verweigerte die Anerkennung wegen Streitigkeiten bezüglich der Rechte der serbischen Minderheit. Die Aufnahme Mazedoniens in die UNO 1993 war ein großer Erfolg in Gligorovs erster Amtszeit. Gleichwohl bestanden auch danach noch große außenpolitische Schwierigkeiten. Der Namensstreit mit Griechenland konnte nicht endgültig beigelegt werden. Die ungelöste innenpolitische Frage, wie mit der zahlreichen albanischen Minderheit in Mazedonien umzugehen sei, belasteten zeitweise auch die Beziehungen zu Albanien.
Gligorov wurde 1994 als Präsident wiedergewählt, seine zweite Amtszeit begann am 19. November 1994 und endete am 19. November 1999. Am 3. Oktober 1995 wurde er im Zentrum von Skopje Opfer eines mit einer Autobombe verübten Anschlags. Während ein Passant und der Fahrer des Präsidenten starben, überlebte Gligorov schwer verletzt. Täter und ein Motiv für den Anschlag konnten nicht ermittelt werden.
Gligorov verstarb am 1. Januar 2012 in Skopje.

## Ehrungen
- 1968: Großes Silbernes Ehrenzeichen am Bande für Verdienste um die Republik Österreich[2]
- 1976: Großkreuz des Ordens des Infanten Dom Henrique

## Werke
- Nova Jugoslavija. (Das neue Jugoslawien, gemeinsam mit Edvard Kardelj), 1955.
- Aktuelna pitanja društveno-ekonomskog sistema. (Aktuelle Fragen des gesellschaftlich-ökonomischen Systems.), 1980.
- Sve naše (privredne) reforme. (All unsere ökonomischen Reformen, gemeinsam mit Marijan Korošić, Branislav Šoškić u. a.), 1991.
- Makedonija e sé što imame. (Makedonien ist alles, was wir haben.), 2001.
- Viorni vreminja – Republika Makedonija, realnost na Balkanot. (Aufgewühlte Zeiten – Die Republik Makedonien, Realität auf dem Balkan.), 2004.